# Palm Beach Shores
Palm Beach Shores é uma vila localizada no estado americano da Flórida, no condado de Palm Beach. Foi incorporada em 1951.

## Geografia
De acordo com o United States Census Bureau, a vila tem uma área de 1,3 km², onde 0,7 km² estão cobertos por terra e 0,6 km² por água.

### Localidades na vizinhança
O diagrama seguinte representa as localidades num raio de 8 km ao redor de Palm Beach Shores.

## Demografia
Segundo o censo nacional de 2010, a sua população é de 1 142 habitantes e sua densidade populacional é de 1 633,1 hab/km². Possui 1 286 residências, que resulta em uma densidade de 1 839 residências/km².